# 妻たちの課外授業II
『妻たちの課外授業II』（つまたちのかがいじゅぎょう2）は、日本テレビ系列の『水曜ドラマ』枠で放送されたテレビドラマ。1986年10月8日から1987年3月25日まで毎週水曜 22:00 - 22:54（日本標準時）に放送。全24話。

## 概要
1985年10月から同じ枠で放送されていた『妻たちの課外授業』の続編で、同様にPTAを題材とした。ただし設定と登場人物は変わっており、本作では小学6年生の子供を持つ主婦たちを中心に据えた話に変更。子供たちの進学の問題や低年齢化する非行、いじめ、自殺、性の問題や夫の問題、不倫騒ぎなどに振り回されながらも向き合い、考えていくその姿をコミカルに描いた。
前作の市毛良枝に代わり、本作では小川知子が主役を務めたほか、脚本には内館牧子が参加した。本作が女優デビュー作となった石田ひかりは、放送から6年後の1992年に内館が脚本を担当した連続テレビ小説『ひらり』（NHK）でヒロインを演じていた。

## キャスト
太字の人物は、前作から引き続き出演。
- 秋山真紀：小川知子
- 小西友恵：由紀さおり
- 松村洋子：和田アキ子
- 秋山修平：前田吟
- 松村英彦：高田純次
- 小西弘一：山城新伍
- 高木（教師）：勝野洋
- 佐久間百合子：松尾嘉代
- 岡野（教師）：大門正明
- 須崎伸子（教師）：中島葵
- 岡本（教師）：梨本謙次郎
- 銀粉蝶
- 滝塾長：有川博 - 友恵に想いを寄せている。
- 吉川益美：古手川伸子
- 柳夢子：岡本広美
- 小西みどり（友恵の娘）：石井千穂
- 秋山明子（真紀の娘）：石田ひかり
- 秋山勇（真紀の息子）：代田鑑之
- 松村圭太（洋子の息子）：長崎真純
- 門田章子（PTA役員）：奈美悦子
- 門田秀夫（章子の息子）：大原和彦
- 宇野尚子（PTA役員）：上原まさみ
- 栗橋和美：湊広子
- 看護婦・美紀：星洋子
- 梅沢（教頭）：穂積隆信
- 小野川（校長）：久米明
- 小西鈴子（弘一の母）：風見章子

## スタッフ
- プロデュース - 川原康彦（日本テレビ）、関根康（松竹）
- 脚本 - 畑嶺明、大原豊、内館牧子
- 演出 - 篠木為八男、細野英延、小葉松慎、水田伸生、結城章介
- 音楽 - 羽田健太郎
- 音楽ディレクター - 鈴木清司
- 音効 - 倉橋静男（東洋音響）
- 製作協力 - 松竹株式会社
- 技術協力 - 生田スタジオ
- 製作・著作：日本テレビ

## 主題歌
- 『ラブソングは唄えない』（ビクター、1986年11月5日発売、C/W『きっとonly you』）
  - 作詞：佐藤純子
  - 作曲：芹澤廣明
  - 編曲：西平彰
  - 唄：高橋玲子

## 放送日程
| 話数 | 放送日        | サブタイトル                 | 脚本             | 演出       | ゲスト                                            |
| ---- | ------------- | ---------------------------- | ---------------- | ---------- | ------------------------------------------------- |
| 1    | 1986年10月8日 | PTA見栄講座                  | 畑嶺明           | 篠木為八男 |                                                   |
| 2    | 10月15日      | 学歴コンプレックス           | 畑嶺明           | 篠木為八男 |                                                   |
| 3    | 10月22日      | 不倫主婦暴走                 | 畑嶺明           | 篠木為八男 |                                                   |
| 4    | 10月29日      | 露天ブロ研修旅行             | 畑嶺明           | 小葉松慎   |                                                   |
| 5    | 11月5日       | 湯けむり主婦旅行             | 畑嶺明           | 篠木為八男 |                                                   |
| 6    | 11月12日      | 母と子のSEX講座              | 畑嶺明           | 篠木為八男 |                                                   |
| 7    | 11月19日      | 浮気教えて                   | 畑嶺明           | 細野英延   |                                                   |
| 8    | 11月26日      | 男の家庭科                   | 畑嶺明           | 細野英延   |                                                   |
| 9    | 12月3日       | オフィス初体験               | 大原豊、畑嶺明   | 篠木為八男 |                                                   |
| 10   | 12月10日      | 体罰教師対PTA                | 畑嶺明           | 篠木為八男 | 清水正也：岩沢正益 清水和代（正也の母）：田島令子 |
| 11   | 12月17日      | 積木くずしを越えていま再出発 | 大原豊、畑嶺明   | 小葉松慎   |                                                   |
| 12   | 12月24日      | 青春ドラマしちゃった         | 畑嶺明           | 細野英延   |                                                   |
| 13   | 1987年1月7日  | 新春に熟女が燃える           | 畑嶺明           | 細野英延   |                                                   |
| 14   | 1月14日       | 裏口入学アノ手コノ手         | 畑嶺明           | 篠木為八男 |                                                   |
| 15   | 1月21日       | 母と子の欲求不満症候群       | 大原豊、畑嶺明   | 篠木為八男 |                                                   |
| 16   | 1月28日       | 夫婦の受験前夜               | 畑嶺明           | 水田伸生   |                                                   |
| 17   | 2月4日        | あゝ、合格発表               | 畑嶺明           | 篠木為八男 |                                                   |
| 18   | 2月11日       | 不倫しちゃうから！           | 畑嶺明           | 篠木為八男 |                                                   |
| 19   | 2月18日       | 新人類とプッツン母さん       | 畑嶺明           | 小葉松慎   |                                                   |
| 20   | 2月25日       | 究極の夫婦喧嘩               | 畑嶺明、大原豊   | 結城章介   | 加山（プロゴルファー）：浅井淳                    |
| 21   | 3月4日        | ホワイトデー見栄作戦         | 畑嶺明、内館牧子 | 結城章介   |                                                   |
| 22   | 3月11日       | 嫁姑大戦争                   | 畑嶺明、大原豊   | 結城章介   |                                                   |
| 23   | 3月18日       | ああ、家庭内離婚             | 畑嶺明           | 篠木為八男 |                                                   |
| 24   | 3月25日       | 女の友情と卒業               | 畑嶺明           | 結城章介   |                                                   |

## 関連文献
- 畑嶺明『妻たちの課外授業Ⅱ』日本テレビ放送網、1986年12月8日。
- 畑嶺明『妻たちの課外授業Ⅱ 2』日本テレビ放送網、1987年3月9日。